# Чорний Отрог (селище)
Чорний Отро́г (рос. Чёрный Отрог) — селище у складі Сарактаського району Оренбурзької області, Росія.

## Населення
Населення — 403 особи (2010; 397 у 2002).
Національний склад (станом на 2002 рік):
- росіяни — 68 %